# 튀욀래삭티비스미
튀욀래삭티비스미(핀란드어: Työläisaktivismi)는 20세기 초, 핀란드 대공국에서 노동운동계를 중심으로 한 반 러시아 제국 운동들이다. "튀욀래삭티비스미"라는 말은 문자 그대로 해석하면 그냥 "노동자의(Työläis) + 운동(aktivismi)"이라는 뜻이다. 호헌파의 저항운동과 마찬가지로 노동자들의 저항운동도 수동적 저항과 직접행동을 포괄했다. 이 과정에서 러시아 관헌이나 군인, 또 그들에게 협조한 핀인 부역자에 대한 폭력적 테러도 행해졌다.
노동자들의 항러 저항운동은 1904년 봄 헬싱키에서 노동자들의 지하조직이 결성되면서 활성화되었다. 노동자들은 처음에는 부르주아 저항운동가들과 협조으나, 1905년 총파업 과정에서 노동자와 부르주아 사이의 입장차가 확연해지면서 갈라지게 되었다. 1906년 스베아보리 요새 반란이 실패로 돌아가면서 제1차 적위대가 해산당함에 따라 노동자들의 폭력적 직접행동은 사실상 끝나게 되었다. 이후 노동자들은 의회개혁에 동참해 1907년 의회 선거에서 지분을 늘리는 방향으로 투쟁 방식을 선회했다.
항러 저항운동에 가담한 노동자들은 핀란드 사회민주당과 밀접한 관계가 있었지만, 사회민주당은 폭력 투쟁에 참여하지 않았고 폭력 투쟁을 인정하지도 않았기에 노동자들과 사민당 지도부 사이에는 분명한 의견차이가 있었다. 사민당원 언론인 카포 무로스가 러시아의 무정부주의 처학자 표트르 크로폿킨의 저서 빵의 쟁취를 번역한 이후 노동자들의 직접행동 운동에는 무정부주의적 영향이 짙었다고 평가되기도 한다. 부르주아 항러 운동가들과 마찬가지로 노동자 항러 운동가들도 차르주의 체제에 반대하는 러시아의 진보주의자 및 사회주의자들과 연대했다.